# 结构马克思主义
结构马克思主义（英語：Structural Marxism）是一种基于结构主义的马克思主义哲学方法，主要与法国哲学家路易·皮埃尔·阿尔都塞及其学生的作品有关。20世纪60年代和70年代，它在法国很有影响力，70年代，它也影响了法国以外的哲学家、政治理论家和社会学家。 结构马克思主义的其他支持者是社会学家尼科斯·普兰查斯和人类学家莫里斯·古德利尔。许多阿尔都塞的学生在1960年代末和1970年代与结构马克思主义决裂。
結構馬克思主義結合了結構人類學和馬克思主義。1965年法國哲學家阿爾都塞和巴利巴爾發表《《資本論》讀後》一書，是結構馬克思主義建立的標志。其理論模式來自马克思的「生產方式」概念，將「生產方式」當成生產者、非生產者和生產工具的結合形態，同時注意生產方式中經濟、政治和意識形態之間的關係。此書發表以後，促使許多人類學家採用馬克思主義的觀點，批判以往的人類學理論。
結構馬克思主義者認為，決定社會文化發展的因素，是生產方式的社會關係結構，不是宗族、氏族那種社會的表層組織或土著模式。用馬克思主義的生產方式理論，才可以解構不同社會的組織方式。結構馬克思主義者認為，有一種人類普遍性的社會文化邏輯，可以運用到不同群體的研究中，這些社會文化邏輯是經濟基礎、社會結構和意識形態的結合體，可以用結構主義的「深層結構」一詞加以概括。文化是意識形態，是社會再生產中，促使現存秩序合法化，調停經濟基礎的矛盾衝突。
結構馬克思主義反對把經濟基礎和上層建築分開，主張物質關係和意識形態的互相維持、調和與結合。結構馬克思主義和英國社會人類學不同，認為有一種放之四海而皆準的分析概念。社會人類學主張文化多樣性，認為文化各有其邏輯，必須以「土著觀點」加以闡釋才有道理。結構馬克思主義則主張用一套概念或模式，涵蓋和運用到親屬、繼嗣、婚姻、交換、家庭組織等社會現象，具有普遍性的解釋力。